# AGS JH23
L'AGS JH23 è una vettura di Formula 1 realizzata dal team francese Automobiles Gonfaronnaises Sportives nel 1988.

## Sviluppo
La vettura venne costruita per partecipare alla stagione 1988 del campionato mondiale di Formula 1.

## Tecnica
La JH 23 venne progettata da Christian Vanderpleyn e Michel Costa. Come propulsore la monoposto impiegava un Ford Cosworth DFZ V8, mentre il telaio era in configurazione monoscocca in carbonio.

## Attività sportiva
Nel campionato venne schierata un'unica vettura affidata al pilota francese Philippe Streiff. Nonostante la vettura avesse delle buone potenzialità riuscendosi a qualificare in tutti i 16 gran premi, a causa di guasti meccanici vari riuscì a completare solamente sei corse, ottenendo come miglior risultato un ottavo posto a Suzuka.

## Risultati
| Anno | Vettura     | Motore       | Gomme | Piloti  |     |    |     |    |     |     |     |     |     |     |    |     |   |     |   |    | Punti | Pos. |
| ---- | ----------- | ------------ | ----- | ------- | --- | -- | --- | -- | --- | --- | --- | --- | --- | --- | -- | --- | - | --- | - | -- | ----- | ---- |
| 1988 | JH22 e JH23 | Cosworth DFZ | G     | Streiff | Rit | 10 | Rit | 12 | Rit | Rit | Rit | Rit | Rit | Rit | 10 | Rit | 9 | Rit | 8 | 11 | 0     | -    |